# A Grande Vitória
A Grande Vitória é um filme brasileiro de 2014, escrito e dirigido por Stefano Capuzzi, estrelado por Caio Castro e Sabrina Sato. Foi baseado na história verídica do judoca Max Trombini.

## Enredo
O filme conta a história real de Max Trombini, um judoca brasileiro que teve uma infância humilde e perturbada (com abandono do pai quando ainda era criança, brigas na escola e a morte do seu maior incentivador, o avô (que o criou até os 11 anos, juntamente com sua mãe), e que conseguiu se tornar um dos maiores treinadores de judô do Brasil.

## Elenco
- Caio Castro como Max Trombini
- Sabrina Sato como Alice
- Suzana Pires como Teresa Trombini
- Moacyr Franco como Benedito Trombini
- Domingos Montagner como César Trombini
- Ken Kaneko como Sensei Umakakeba
- Tato Gabus Mendes como Sensei Josino
- Felipe Folgosi como Flávio
- Rosi Campos como Diretora Célia
- Tuna Dwek como Maria José
- Max Trombini como Professor Ariovaldo
- Felipe Falanga como Max (criança)

## Recepção da crítica
O crítico de cinema Pablo Villaça, classificou o filme com três estrelas. O portal Adorocinema também classificou com três estrelas, classificando em "legal". Marcelo Hessel, do Omelete, classificou o filme como "ruim" e "drama semiamador". 